# Foxes Fox
Foxes Fox ist ein Jazzalbum von Evan Parker, John Edwards, Steve Beresford und Louis Moholo. Die am 21. Juli 1999 in den Gateway Studios in London entstandenen Aufnahmen erschienen 1999 auf dem Label Emanem.

## Hintergrund
Foxes Fox  ist eine relativ seltene Gelegenheit, den Saxophonisten Evan Parker jenseits des Schlippenbach Trios gemeinsam mit einem Pianisten zu hören, obwohl diese Gelegenheiten ab den späten 1990er-Jahren zugenommen hatten: Seit 1995 machte er Aufnahmen im Quartett mit Marilyn Crispell (Natives and Aliens) und im Duett mit Agustí Fernández (Tempranillo) und Georg Gräwe (Unity Variations). 
Ein ebenfalls Foxes Fox betiteltes Album von Evan Parker, John Edwards, Steve Beresford und Mark Sanders (letzterer als Ersatz für Moholo) entstand 2020 im Rahmen einer Benefizveranstaltung für Louis Moholo.

## Titelliste
- Evan Parker, John Edwards, Steve Beresford, Louis Moholo: Foxes Fox (manem 4035)[2]

1. Wood on Wood (John Edwards/Louis Moholo) 3:58
2. Amoebic Mystery (Steve Beresford, John Edwards, Louis Moholo, Evan Parker) 22:33
3. Running (With Scissors) (Steve Beresford, John Edwards, Louis Moholo) 6:36
4. Bird With a Shell (Steve Beresford, John Edwards, Louis Moholo, Evan Parker) 11:57
5. Snail/Kite (Steve Beresford, John Edwards) 4:20
6. Fox's Fox (Louis Moholo, Evan Parker) 3:55
7. Foxes Fox (Steve Beresford, John Edwards, Louis Moholo, Evan Parker) 17:16
8. Toast Sweat (Steve Beresford, Louis Moholo) 3:25
9. Dog Bone D Flat (Steve Beresford, John Edwards, Louis Moholo, Evan Parker) 3:34

## Rezeption
Steve Loewy verlieh dem Album in Allmusic vier Sterne und schrieb, dies sei ein durch und durch ein atemberaubendes Dokument. Parker spiele zwar nur auf fünf der neun Stücke, aber die Mitglieder des Rhythmustrios würden ihre Stücke großartig darbieten. Beresford sei ein origineller Improvisator aus der Cecil-Taylor-Schule, während Moholo eine anspruchsvolle Note hinzufüge und Edwards sich weiterhin als einer der führenden Freestyle-Bassisten erweise. Dennoch sei es größtenteils Parkers Show, und obwohl der Saxophonist kein Neuland betrete, zeige er sich in hervorragender Form.
Nach Ansicht von Robert Spencer, der das Album in All About Jazz rezensierte, sind die Aufnahmen Parkers mit Pianisten hörenswert, aber Foxes Fox werde durch die Anwesenheit des dynamischen Louis Moholo sowie des Pianisten Steve Beresford und des Bassisten John Edwards, die beide keinesfalls schwach seien, noch verlockender. Evan Parker würde die besondere Fähigkeit besitzen, sich an seine Umgebung anzupassen, und da seine Kollegen hier so fähig seien, sei dieses Album sehr zu empfehlen.